# Р-114Д
Р-114Д — советская переносная УКВ-радиостанция радиосетей серии «Астра» (стоит в одном модельном ряду с радиостанциями Р-105Д, Р-108Д и Р-109Д). Предназначена для оснащения ПАН для взаимодействия пехоты и десантников с авиацией. Эксплуатируется с 1957 года как замена УКВ-радиостанциям с амплитудной модуляцией.

## Описание
Это ранцевая, носимая, телефонная с частотной модуляцией, приёмо-передающая радиостанция с возможностью дистанционного управления и ретрансляции. Обеспечивает беспоисковую и бесподстроечную связь в радиосетях в тактическом звене рота-взвод и в автомобильных радиоузлах. Также известна как радиостанция взаимодействия. Среди особенностей выделяются плавная перестройка и шаг частот 50 кГц, оптическая шкала частот и FM-излучение. Тип передатчика — плавный гетеродин (LC-генератор), тип приёмника — супергетеродин с одним преобразованием.
Антенные устройства — гибкая штыревая антенна высотой 1,5 м с противовесом из 3 лучей, комбинированная антенна (гибкая штыревая плюс шесть колен и противовес из 5 лучей, итого высота 2,7 м), бортовая антенна (комбинированная штыревая плюс специальный кронштейн с амортизатором и соединяющий проводник длиной 1 м) и повышенная антенна (лучевая антенна длиной 40 м с постепенно снижающимся противоположным концом, на высоте 5-6 м у радиостанции). Комбинированная антенна используется для работы на стоянке, лучевая и повышенная — для работы из укрытий и на повышенные дальности. Есть байонетный антенный разъём под антенну Куликова.

## Характеристики[2]
- Диапазон частот: 20 — 26 МГц[1]
- Сопротивление антенны: до 2000 Ом
- Диапазон рабочих температур: от -40 до +50°С
- Источники питания: 2 батареи 2НКН-24 или 2КН-32
- Напряжение питания: 4,8 В (2 х 2,4 В)
- Время работы с батареей при соотношении прием/передача 3:1
  - КН14 — 12 ч
  - 2НКП-20 — 17,5 ч
- Выходная мощность передатчика: не менее 1 Вт
- Максимальная девиация частоты передатчика: ±7 кГц
- Чувствительность при соотношении сигнал/шум 10:1: не хуже 1,5 мкВ